# Qu'est-ce que la propriété?
Qu'est-ce que la propriété? ("Vad är egendom?") med den fulla titeln Qu'est-ce que la propriété ? ou Recherche sur le principe du Droit et du Gouvernement (I:e mémoire) ("Vad är egendom?, eller, En undersökning av rättens och styrets princip (1:a avhandlingen)"), utgiven första gången i Paris 1840 i 500 exemplar, är den franske politiske tänkaren Pierre-Joseph Proudhons mest kända skrift i vilken han besvarar titelns fråga med den frasen "La propriété – c'est le vol! ("egendom är stöld!"). Ofta räknar man till samma verk också andra och tredje memoarerna, Lettre à M. Blanqui (1841) och Lettre à M. Considérant (1842) i vilka Prodhon rätar ut en del frågetecken och bemöter viss kritik.

## Huvudtankar
I boken, som anses ha haft ett stort inflytande även utanför de anarkistiska kretsarna där den mest hyllats, diskuterar Proudhon det historiska ursprunget till rätt, ägande och egendom, och argumenterar, på ett ofta mycket retoriskt vis, för en skillnad mellan två slag av egendom. Den ena, la possession ("besittning"), är rättmätig och syftar till frukterna av eller medlen för eget arbete, medan egendom av annat slag, la propriété ("egendom") (jord man inte brukar, hyresintäkter, oskälig inkomst av handel, ränta etc.), är orättmätig. Det är bara denna senare form av egendom Proudhon förklarar vara en omöjlighet (av tio olika skäl) och en stöld. Begreppen kom från samtida fransk lagstiftning.
Boken knyter an till en lång rad av tänkare, närmast kanske Rousseau, men drar också från bland annat Giambattista Vico och Hegel, och är samtidigt full av exempel från antikens Rom. Boken beskriver avslutningsvis också mänsklighetens utveckling, och i dialektisk anda ser Proudhon en ursprunglig kommunitet (tes), egendom (antites) och sin egen alegala, apolitiska vision av ett framtida egendomslöst samhälle (syntes).

## Senare läsningar
Boken har sällan blivit läst i sin egen rätt, eller i relation till den postrevolutionära situationen i Frankrike i början av 1800-talet, utan läses vanligare med referat till antingen Marx och senare kommunisters kritik av Proudhon som utopist, eller till andra politiska grupperingar som fransk kommunism, federalism, kristen socialism, syndikalism, fascism, mutualism (ekonomi), pluralism, antikommunism eller anarkism.

## Innehåll
NB: Boken är inte översatt till svenska, nedanstående är tänka svenska kapitelnamn
- Förord
- 1 Metod följd i verket. Idé om en revolution
- 2 Egendom betraktat som naturrätt. Besittning och civillagstiftning som reella orsaker till egendom
- 3 Arbete som den reella orsaken till domänet egendom
- 4 Att egendom är omöjlig
- 5 Psykologisk exposition av idén om det rätta och den orätta, och bestämmandet av principen om styre och rätt

## Källhänvisningar
1. ↑   Pierre Joseph Proudhon i Nationalencyklopedins nätupplaga. Läst 14 mars 2015.